# Banchus punkettai
Banchus punkettai är en stekelart som beskrevs av Michael G. Fitton 1985. Banchus punkettai ingår i släktet Banchus och familjen brokparasitsteklar. Inga underarter finns listade.